# Herbolzheim
Herbolzheim è un comune tedesco di 9 846 abitanti, situato nel land del Baden-Württemberg.

## Galleria d'immagini

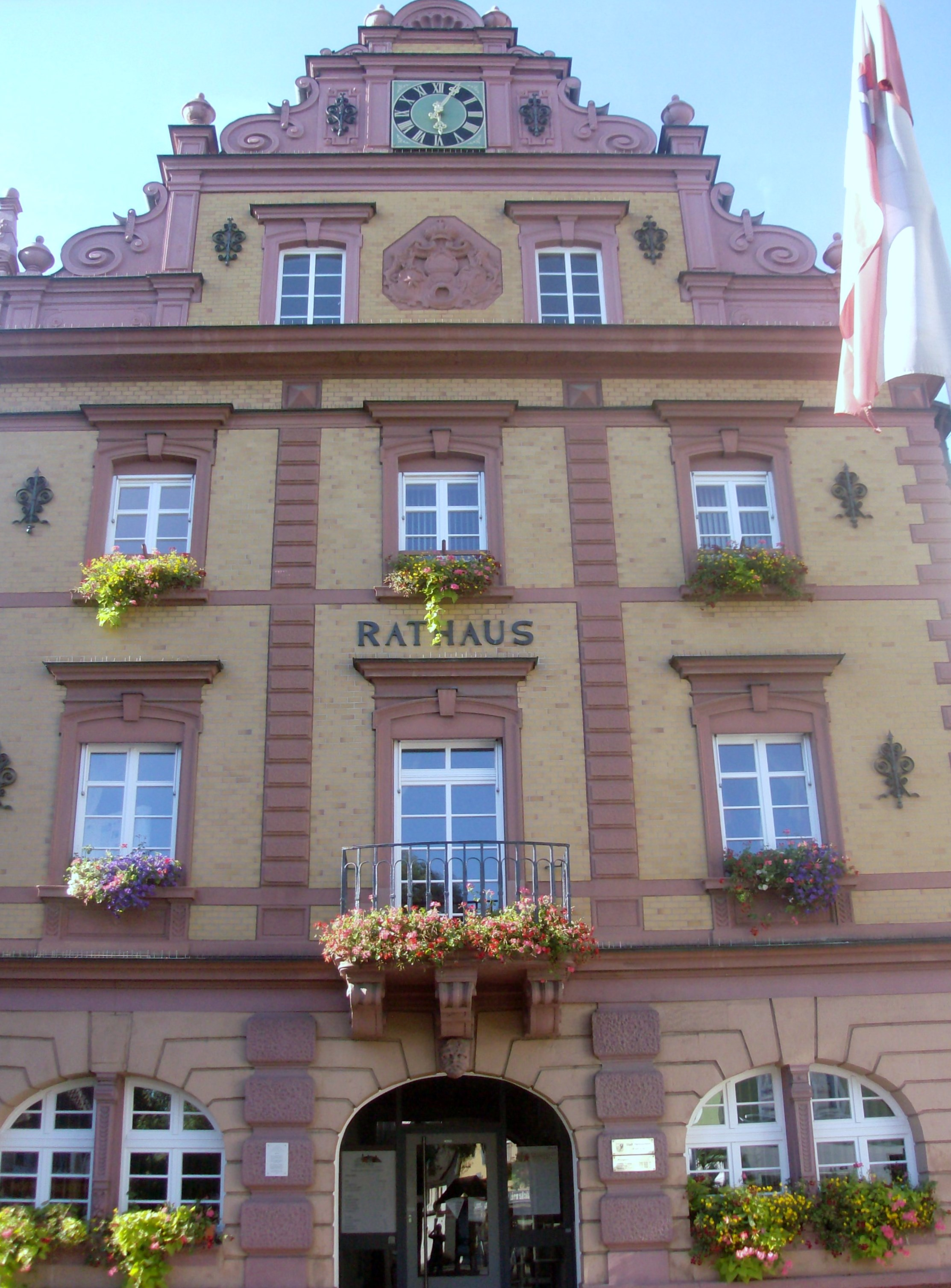
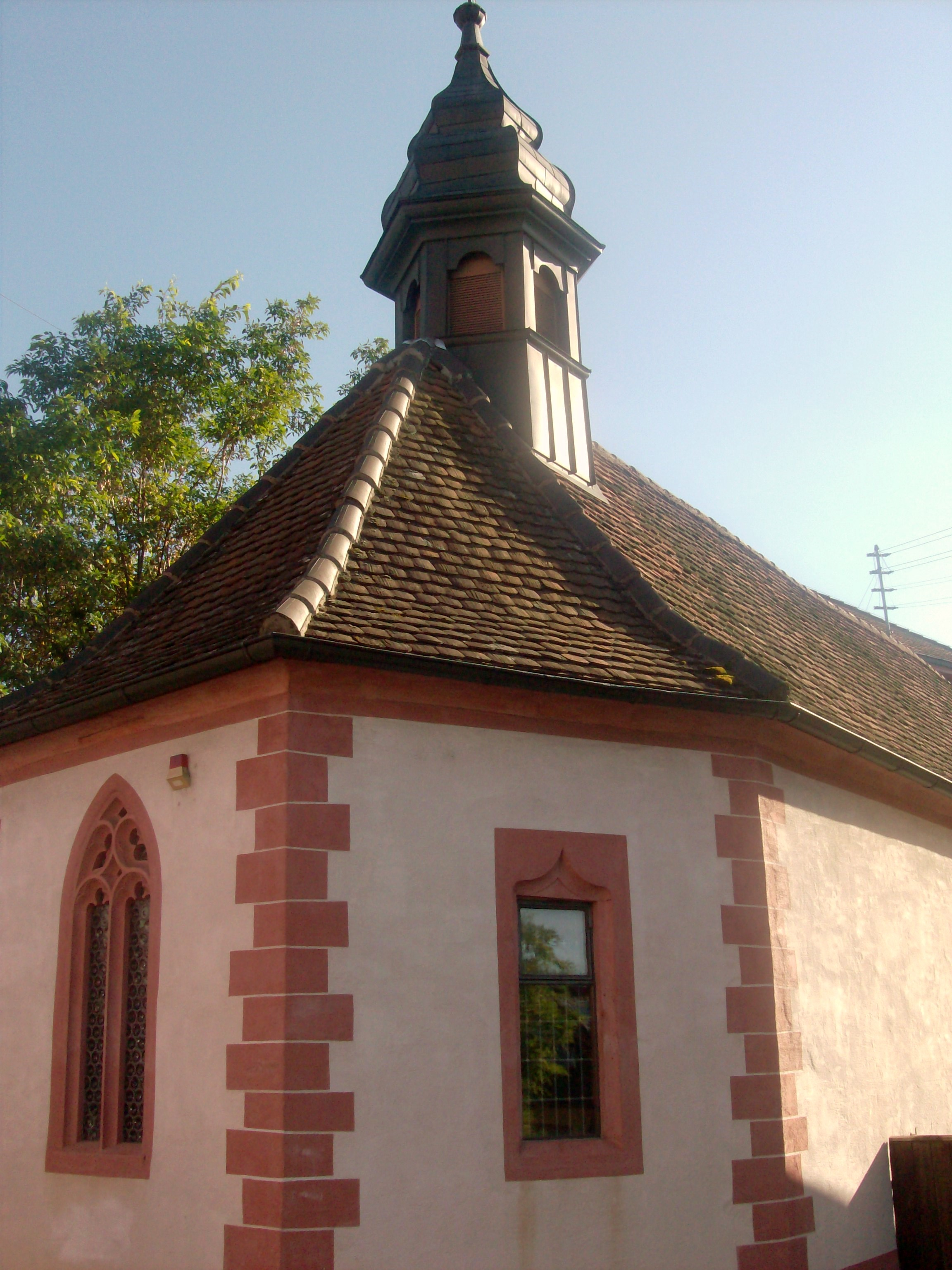
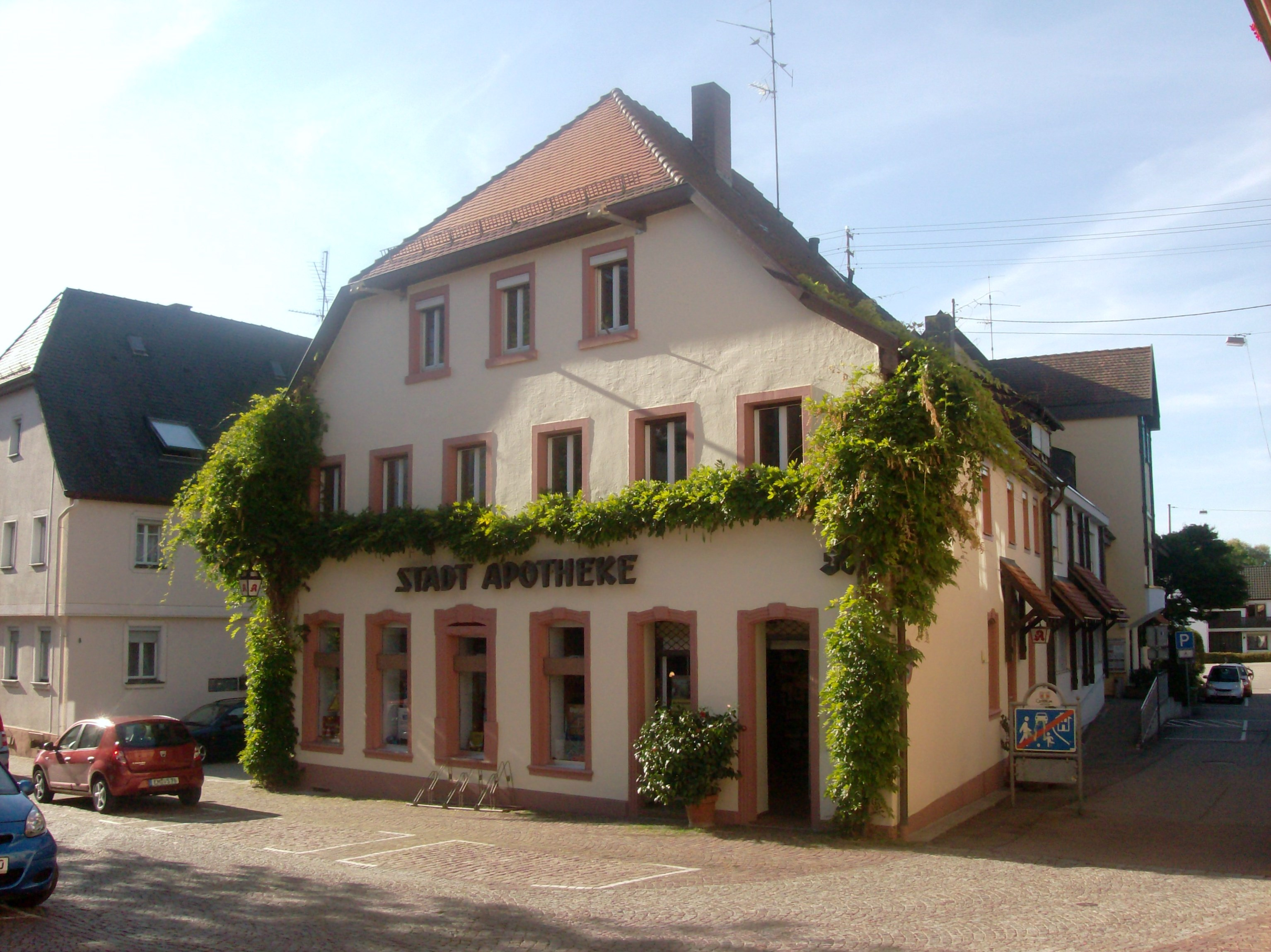
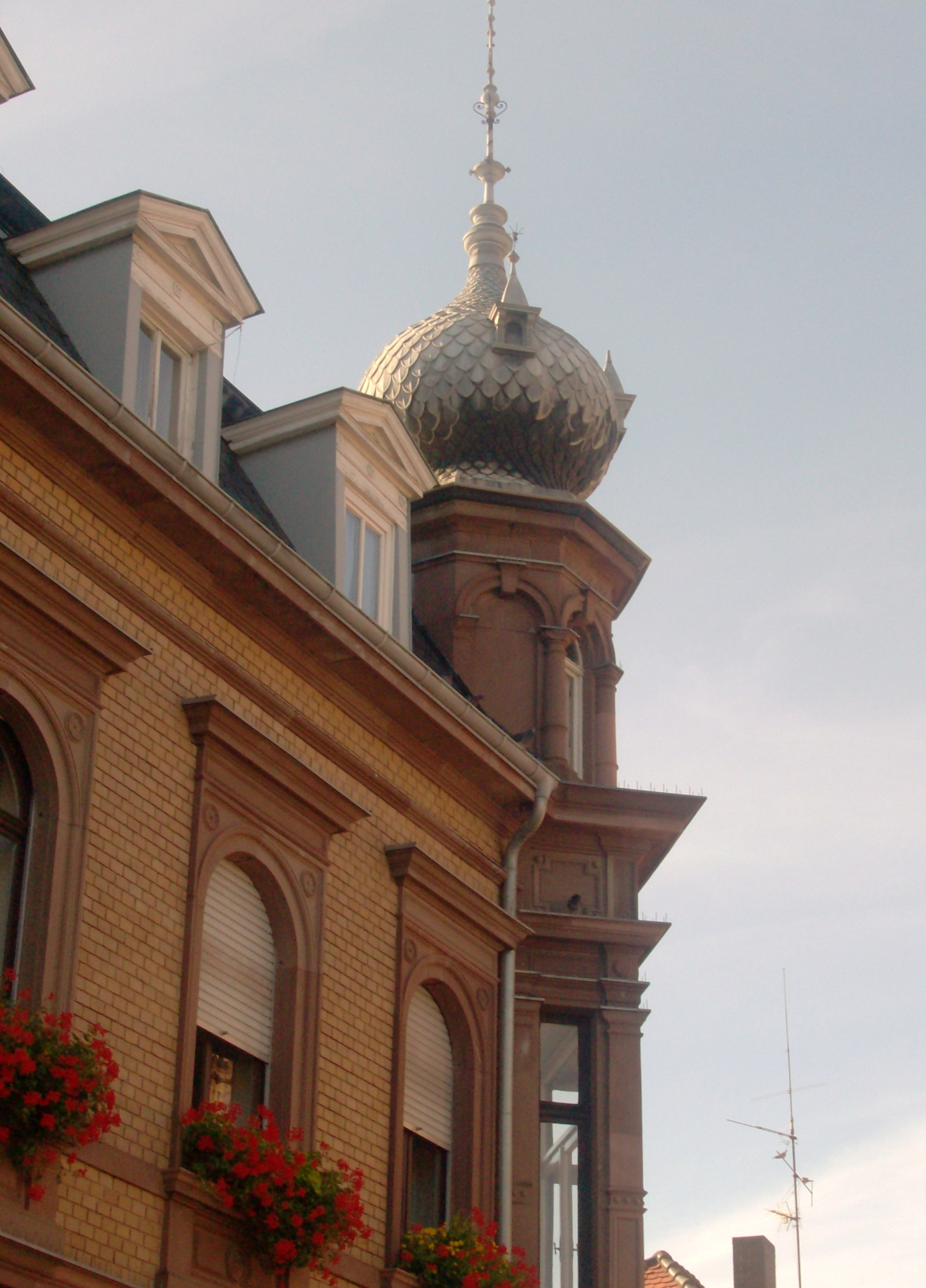
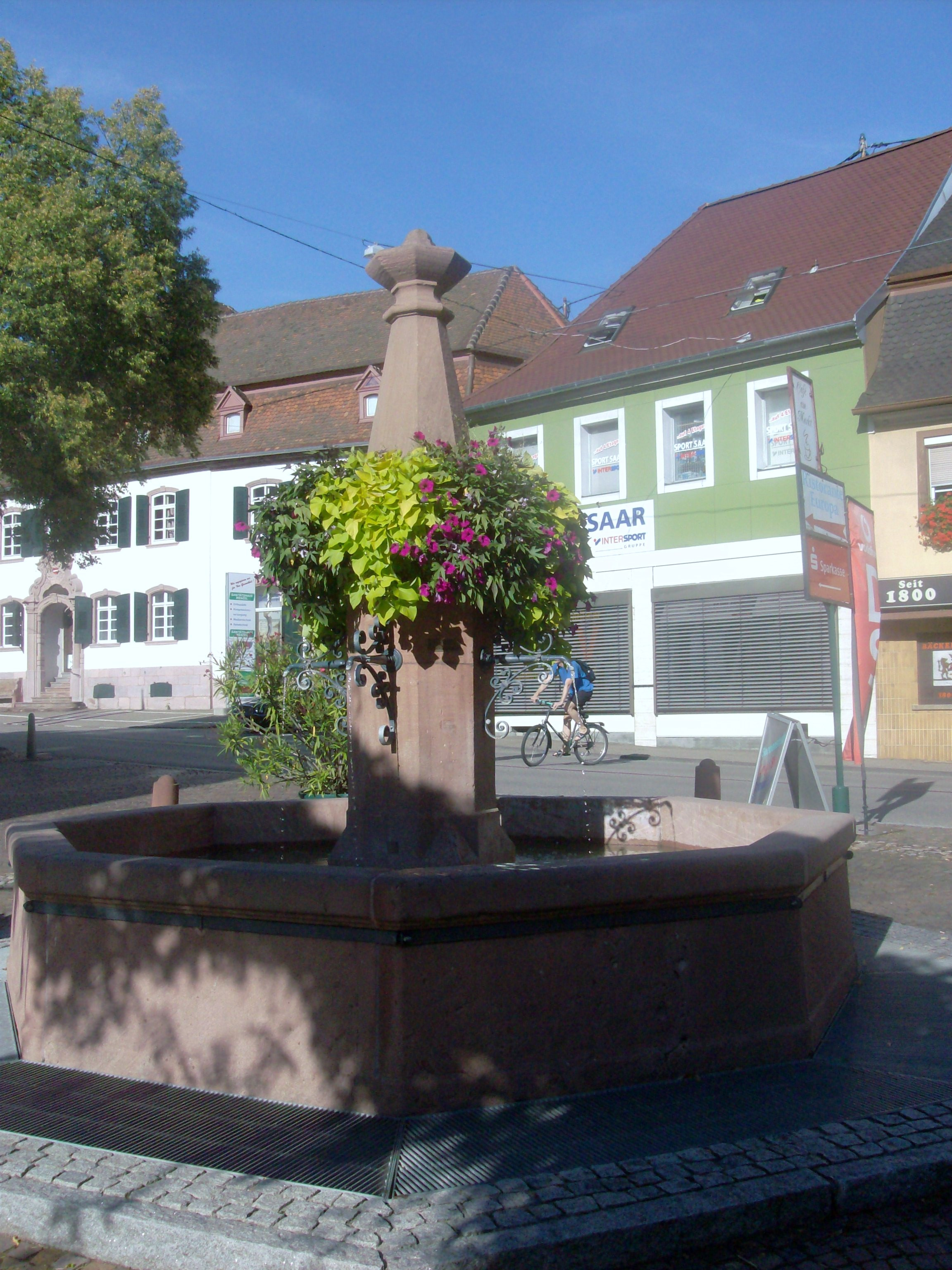